# West Carson (Kalifornija)
West Carson je naseljeno područje za statističke svrhe u američkoj saveznoj državi Kalifornija. Prema popisu stanovništva iz 2010. u njemu je živjelo 21.699 stanovnika.